# コイニオチタ
コイニオチタは、Gulliver Getの4枚目のシングル。

## 概要
- 約1年ぶりにリリースした本作はストリングスを交えたビートロック。しかし、本作を以てラストシングルとなってしまった。
- カップリングの「ゆめ」はKBS京都「夢のわだち〜1歳から100歳の夢〜」のテーマソング。

## 批評
CDジャーナルは「表題曲のコントラストも自然で、どこか憂いのある歌声を含めてバンドのポテンシャルを感じる。表題曲はコンパクトな3分間ポップスで好感が持てる」と評した。

## 収録曲
1. コイニオチタ
作詞：アヤヲ 作曲：山田洋一・山本隆 編曲：Gulliver Get(ストリングスアレンジ：古井弘人)
2. ゆめ
作詞：アヤヲ 作曲：阪口裕一 編曲：Guliver Get
3. コイニオチタ (inst.)

## 参加ミュージシャン
- 名倉学 - キーボード
- 岡崎雪 - コーラス
- Rosa Strings Quartet - ストリングスセクション